# براندان هاريس
براندان هاريس (بالإنجليزية: Brendan Harris)‏ هو لاعب كرة قاعدة أمريكي، ولد في 26 أغسطس 1980 في ألباني في الولايات المتحدة.

## وصلات خارجية
- براندان هاريس على موقع دوري كرة القاعدة الرئيسي (الإنجليزية)
- براندان هاريس على موقعبيزبول رفرنس.كوم (الدوري الرئيسي) (الإنجليزية)
- براندان هاريس على موقعبيزبول رفرنس.كوم (الدوري الثانوي) (الإنجليزية)
- براندان هاريس على موقع إي إس بي إن.كوم (أم.أل.بي) (الإنجليزية)
- براندان هاريس على موقع مشجعي الرسوم البيانية (الإنجليزية)